# 高木政人
高木政人（たかぎ まさと、1962年 - 1986年1月10日）は、日本のスタントマン、スーツアクター。大野剣友会所属。

## 人物
1980年代、大野剣友会に入団し、東映不思議コメディーシリーズ（フジテレビジョン）の『バッテンロボ丸』、『ペットントン』のスーツアクターを担当。『ロボ丸』では、ロボットの着ぐるみに入りながらも、スポーツアクションに取り組み、また『ペットントン』でも中腰の姿勢で着ぐるみのままスケートボードに乗るなどの演技を披露し、当時の東映のプロデューサーだった平山亨から「天才」とのお墨付きをもらうなど活躍した。のちに、同系で放送された『スケバン刑事』『スケバン刑事II 少女鉄仮面伝説』では主人公のスタントシーンの吹き替え（殺陣・技斗）も担当。
1986年1月10日、バイクで『スケバン刑事II』の収録場所に向かう途中、自動車と接触し撥ねられ、24歳で死去。この当時、大野剣友会代表だった岡田勝は突然の訃報に号泣したといわれている。

## 出演
- 仮面ライダーシリーズ
  - 仮面ライダー (スカイライダー)（1979年 - 1980年）
  - 仮面ライダースーパー1（1980年 - 1981年）
- 東映不思議コメディーシリーズ
  - ロボット8ちゃん（1981年 - 1982年）
  - バッテンロボ丸（1982年 - 1983年）ロボ丸
  - ペットントン（1983年 - 1984年）ペットントン、そば屋（ラーメン屋）のマサト役
  - 勝手に!カミタマン（1985年）11話ゲスト、モスガ
- TVオバケてれもんじゃ（1985年）てれもん